# 波爾克縣 (北卡羅萊納州)
波爾克縣（英語：Polk County）是美國北卡羅萊納州西南部的一個縣，西、南鄰南卡羅萊納州。面積618平方公里。根據美國2000年人口普查，共有人口18,324人。縣治哥倫布（Columbus）。
本縣成立於1847年，1849年被廢，1855年又重建。縣名美國獨立戰爭時期將領威廉·波爾克（William Polk）。